# Показательная функция
Показа́тельная фу́нкция — математическая функция {\displaystyle f(x)=a^{x}}, где {\displaystyle a} называется основанием степени, а {\displaystyle x} — показателем степени.
- В вещественном случае основание степени {\displaystyle a} — некоторое неотрицательное вещественное число (для отрицательных чисел возведение в вещественную нецелочисленную степень не определено), а аргументом функции является вещественный показатель степени.
- В теории комплексных функций рассматривается более общий случай, когда аргументом и показателем степени может быть произвольное комплексное число.
- В самом общем виде — {\displaystyle u^{v}}, введена Лейбницем в 1695 г.

График экспоненты

Особо выделяется случай, когда в качестве основания степени выступает число e. Такая функция называется экспонентой (вещественной или комплексной). При этом из-за того, что любое положительное основание {\displaystyle a} может быть представлено в виде степени числа е ({\displaystyle a=e^{\ln a}}), понятие «экспонента» часто употребляют как синоним «показательной функции».

## Вещественная функция

### Определение показательной функции
Пусть {\displaystyle a} — неотрицательное вещественное число, {\displaystyle x} — рациональное число: {\displaystyle x={\frac {m}{n}}}. Тогда {\displaystyle a^{x}} определяется, исходя из свойств степени с рациональным показателем, по следующим правилам.
- Если {\displaystyle x>0}, то {\displaystyle a^{x}={\sqrt[{n}]{a^{m}}}}.
- Если {\displaystyle x=0} и {\displaystyle a\neq 0}, то {\displaystyle a^{x}=1}.
  - Значение {\displaystyle 0^{0}} не определено (см. Ноль в степени ноль).
- Если {\displaystyle x<0} и {\displaystyle a>0}, то {\displaystyle a^{x}={\frac {1}{a^{|x|}}}={\frac {1}{\sqrt[{n}]{a^{|m|}}}}}.
  - Значение {\displaystyle a^{x}} при {\displaystyle x<0,a=0} не определено.

Для произвольного вещественного показателя {\displaystyle x} значение {\displaystyle a^{x}} можно определить как предел последовательности
{\displaystyle a^{x}=\lim _{n\to \infty }a^{r_{n}}}
где {\displaystyle \{r_{n}\}} — последовательность рациональных чисел, сходящихся к {\displaystyle x}. То есть
{\displaystyle \lim _{n\to \infty }r_{n}=x}

### Свойства

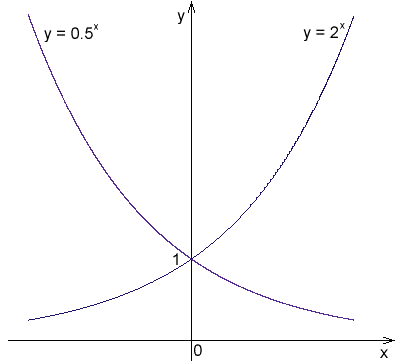
Показательная функция с основаниями 2 и 1/2

Свойства возведения в степень:
- {\displaystyle a^{0}=1}
- {\displaystyle a^{x+y}=a^{x}\,a^{y}}
- {\displaystyle (a^{x})^{y}=a^{xy}}
- {\displaystyle (ab)^{x}=a^{x}\,b^{x}}
- {\displaystyle a^{x}} / {\displaystyle b^{x}} = {\displaystyle (a/b)^{x}}

Промежутки монотонности:
При {\displaystyle a>1} показательная функция всюду возрастает, причём:
- {\displaystyle \lim _{x\to \infty }{\frac {x^{n}}{a^{x}}}=0} (для всякого {\displaystyle n})
- {\displaystyle \lim _{x\to -\infty }a^{x}=0}

При {\displaystyle 0<a<1} функция, соответственно, убывает, причём:
- {\displaystyle \lim _{x\to -\infty }{\frac {x^{n}}{a^{x}}}=0} (для всякого {\displaystyle n})
- {\displaystyle \lim _{x\to \infty }a^{x}=0}

То есть показательная функция растёт на бесконечности быстрее любой полиномиальной. Большая скорость роста может быть проиллюстрирована, например, задачей о складывании бумаги.
Обратная функция:
По аналогии с введением функции корня для степенной введём логарифмическую функцию, обратную показательной:
{\displaystyle f(x)=a^{x},\quad f^{-1}(x)=\log _{a}x} (логарифм {\displaystyle x} по основанию {\displaystyle a})
Число е:
Отметим уникальное свойство показательной функции, найдём {\displaystyle a_{0}:(a_{0}^{x})'_{x}=a_{0}^{x}} (такое число {\displaystyle a}, производная показательной функции которого равна самой функции):
{\displaystyle {\frac {d}{dx}}a_{0}^{x}=a_{0}^{x}\;\Leftrightarrow \;a_{0}^{x+dx}-a_{0}^{x}=a_{0}^{x}\,dx}
Возможность определения {\displaystyle a_{0}} легко увидеть после сокращения на {\displaystyle a_{0}^{x}}:
{\displaystyle a_{0}^{dx}=1+dx\;\Leftrightarrow \;a_{0}=\left(1+dx\right)^{1/dx}}
Выбирая {\displaystyle dx=\lim _{n\to \infty }{\frac {1}{n}}}, окончательно получим число Эйлера:
{\displaystyle a_{0}\equiv e=\lim _{n\to \infty }\left(1+{\frac {1}{n}}\right)^{n}}
Отметим, что функцию {\displaystyle e^{x}} можно иначе представить в виде ряда: (справедливость легко установить почленным дифференцированием):
{\displaystyle e^{x}=\sum _{n=0}^{\infty }{x^{n} \over n!}=1+x+{x^{2} \over 2!}+{x^{3} \over 3!}+{x^{4} \over 4!}+\cdots }
Откуда имеем более точное приближение:
{\displaystyle e=\sum _{n=0}^{\infty }{\frac {1}{n!}}}
Единственность числа {\displaystyle e} легко показать, варьируя {\displaystyle e^{x}}. Действительно, если {\displaystyle e_{1}^{x}} пройдёт где-то выше, чем {\displaystyle e^{x}}, то на том же промежутке найдётся область, где {\displaystyle (e_{1}^{x})'<e^{x}}.
Дифференцирование:
Используя функцию натурального логарифма {\displaystyle \ln \,x:e^{\ln x}=x}, можно выразить показательную функцию с произвольным положительным основанием через экспоненту. По свойству степени: {\displaystyle a^{x}=e^{\ln(a)\,x}}, откуда по свойству экспоненты и по правилу дифференцирования сложной функции:
{\displaystyle (a^{x})'=\ln(a)a^{x}}
Неопределённый интеграл:
{\displaystyle \int a^{x}\,dx={\frac {a^{x}}{\ln a}}+C}

### Потенцирование и антилогарифм

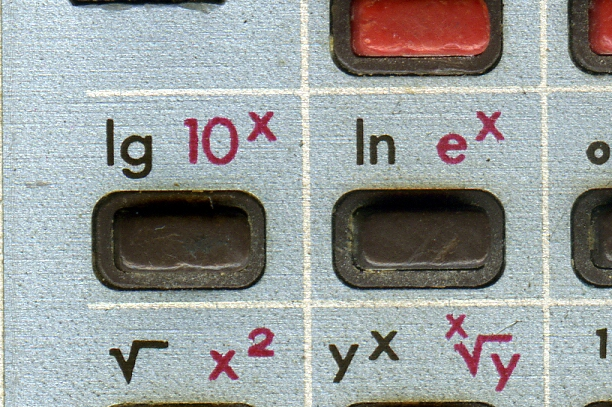
Изображение функции нахождения десятичного (10^{x}) и натурального (e^{x}) антилогарифмов в микрокалькуляторе «Электроника МК-51»

Потенцирование (от нем. potenzieren) — нахождение числа по известному значению его логарифма, то есть решение уравнения {\displaystyle \log _{a}x=b}. Из определения логарифма вытекает, что {\displaystyle x=a^{b}}, таким образом, возведение {\displaystyle a} в степень {\displaystyle b} может быть названо другими словами «потенцированием {\displaystyle b} по основанию {\displaystyle a}», или вычислением показательной функции от {\displaystyle b}.
Антилогарифм числа x — результат потенцирования, то есть число, логарифм которого (при заданном основании {\displaystyle a}) равен числу {\displaystyle x}:
{\displaystyle \operatorname {ant} \log _{a}{x}=a^{x}.}
Термин «антилогарифм» введен Валлисом в 1693 году. Как самостоятельное понятие антилогарифм используется в логарифмических таблицах, логарифмических линейках, микрокалькуляторах. Например, для извлечения кубического корня из числа {\displaystyle a} по логарифмическим таблицам следует найти логарифм числа {\displaystyle a,} разделить его на 3 и затем (по таблице антилогарифмов) найти антилогарифм результата.
Аналогично логарифмам, антилогарифм по основанию {\displaystyle e} или 10 называется натуральным или десятичным, соответственно.
Антилогарифм также называют обращённым логарифмом.
В инженерных калькуляторах потенцирование стандартно представлено в виде двух функций: {\displaystyle e^{x}} и {\displaystyle 10^{x}}.

## Комплексная функция
Для расширения экспоненты на комплексную плоскость определим её с помощью того же ряда, заменив вещественный аргумент на комплексный:
{\displaystyle e^{z}=\sum _{n=0}^{\infty }{z^{n} \over n!}=1+z+{z^{2} \over 2!}+{z^{3} \over 3!}+{z^{4} \over 4!}+\cdots }
Эта функция имеет те же основные алгебраические и аналитические свойства, что и вещественная. Отделив в ряде для {\displaystyle e^{ix}} вещественную часть от мнимой, мы получаем знаменитую формулу Эйлера:
{\displaystyle e^{ix}=\cos x+i\sin x}
Отсюда вытекает, что комплексная экспонента периодична вдоль мнимой оси:
{\displaystyle e^{z+2\pi i}=e^{z}}
Показательная функция с произвольным комплексным основанием и показателем степени легко вычисляется с помощью комплексной экспоненты и комплексного логарифма.
Пример: {\displaystyle i^{i}=e^{i\cdot \ln(i)}}; поскольку {\displaystyle \ln(i)=i{\frac {\pi }{2}}} (главное значение логарифма), окончательно получаем: {\displaystyle i^{i}=e^{i{\frac {i\pi }{2}}}=e^{-{\frac {\pi }{2}}}}.

### Комментарии
1. ↑  Термин впервые встречается у швейцарского математика Иоганна Рана (1659 год).